# Елевтерска река
Елевтерската река (на гръцки: Ελευθερές) е река в Правищко, Южна Македония, Гърция.
Реката се образува в северната част на Люти рид (Символо) от реките Шашли, извираща източно под възвишението Имам чешма (394 m) (от 1969 година Дасомено Рема), и реката Чешме, извираща западно от Имам чешма (от 1969 година Дросопиги). Тече на юг, минава между възвишенията Митикас и Кара бурун (286 m) и излиза в Елевтерската долина при село Елевтерес, чието име носи. Завива на изток, приема десния си приток Кара дере (Мавро Рема) и се влива в Бяло море, южно от Кале чифлик (Неа Перамос).